# Władysław Wrona
Władysław Wrona (ur. 9 lipca 1940 w Przysietnicy) – polski polityk, rolnik, poseł na Sejm I i II kadencji.

## Życiorys
Ukończył w 1969 Rolniczą Szkołę Zawodową w Brzozowie. Zajął się prowadzeniem indywidualnego gospodarstwa rolnego. Pełnił funkcję posła na Sejm I i II kadencji, wybranego w okręgach krośnieńsko-przemyskim i krośnieńskim.
Członek Polskiego Stronnictwa Ludowego, stanął na czele struktur tego ugrupowania w powiecie bieszczadzkim. Kandydował m.in. w 2002 i 2018 na radnego sejmiku podkarpackiego. Odznaczony Złotym Krzyżem Zasługi (1999).